# Georg Alt
Georg Alt (* por volta de 1450 provavelmente em Augsburg ; † 28 de julho de 1510) foi um tradutor e historiógrafo.

## Vida
Alt estudou na Universidade de Erfurt em 1466 e se estabeleceu em Nuremberg como escriba em 1473. Sua Descriptio Nuremberge e sua descrição da cidade em alemão foram transmitidas apenas de próprio punho. Alt tornou-se conhecido principalmente como tradutor do Schedelsche Weltchronik impresso e do Norimberga de Conrad Celtis.
Sua esposa Cristina morreu em 14 de setembro de 1506.